# Ignasi Jordá
Ignasi Jordá (Alcoi) és clavecinista i organista.